# Sand wedge

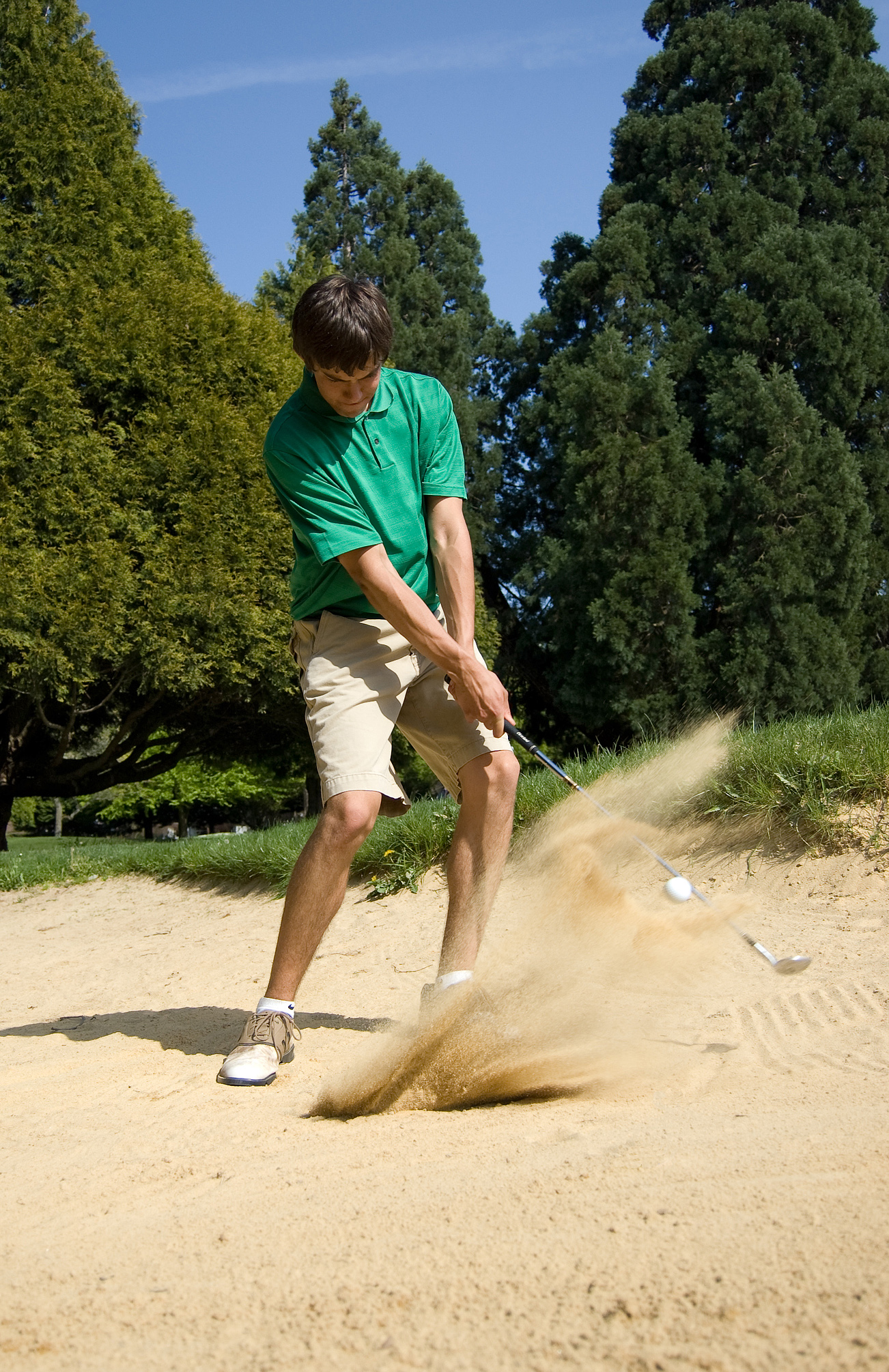
Een golfer die gebruikmaakt van een sand wedge.

Een sand wedge is de golfclub die een golfer gebruikt om een golfbal uit een zandbunker te slaan.
Deze club is in 1930 ontworpen door Gene Sarazan. Een sand wedge heeft typisch een kort handvat en een gewicht van circa 1150 gram. Het blad maakt een hoek van tussen de 54 en 56 graden met de steel.
Een geoefende golfer kan circa 100 meter slaan met een sand wedge. Je kan een sand wedge echter ook gebruiken vanuit de fairway. De bal zal dan een stuk hoger gaan dan met een andere willekeurige club. Dit komt door de loft (graden van 54 tot 56). De bal zal een achterwaarts draaiende beweging krijgen die backspin heet.